# 事件循环
在计算机领域中事件循环（event loop），又称为消息分发器（message dispatcher）、消息循环（message loop）、消息泵（message pump）或运行循环（run loop），是一种程序构造或设计模式，负责等待并分发程序中的事件或消息。它的工作方式是向内部或者外部的“事件提供方”发出请求（请求通常会被阻塞，直到有新事件产生），待请求被处理后调用所获得的事件对应的回调函数（即“分发事件”）。 
事件循环可以与反应器（reactor）结合使用，只要事件提供方采用可以被poll（指类似select、epoll的系统调用，不是指轮询）的文件接口。事件循环几乎总是与消息发起方异步地执行。
当一个事件循环构成程序的中心控制流时（通常是这样），可以称之为主循环或者主事件循环。这些名称是合适的，因为这样的事件循环位于程序控制流的最顶层。